# Charles Dickson
Charles Dickson (28. januar 1814 i Göteborg—1. april 1902 i Stockholm) var en svensk læge og
politiker, fætter til brødrene James og Oscar Dickson.
Dickson var søn af den i Göteborgs historie som donator og legatstifter bekendte købmand Robert Dickson (1782-1858), som
nedsatte sig i Göteborg 1802 og der erhvervede en betydelig formue. Han gennemgik sin fødebys handelsinstitut, men af utilbøjelighed for forretningslivet kastede han sig over studier og blev 1837 medicinsk doktor. I de følgende år berejste han i videnskabelige øjemed Tyskland, Schweiz, Frankrig og England, hvorefter han 1840 nedsatte sig som praktiserende læge i Göteborg.
I 1858 trak han sig dog, som uafhængig rigmand, tilbage fra sin lægevirksomhed og var senere væsentlig optaget af offentlige foretagender. Han tog således levende del i sin bys kommunale liv og var 1848-72 medlem af kommunerepræsentationen; 1867-72 sad han tillige som medlem af første kammer for Göteborgs og Bohus län. Årene 1873-86 repræsenterede han sin by i andet kammer, men tog 1887 atter sæde i første kammer, indtil han med rigsdagen 1895 afsluttede sin mangeårige politiske virksomhed.
Dickson var i Sverige en af de første, der syslede med sociale og arbejderspørgsmål. I 1867 deltog han i den under verdensudstillingen i Paris afholdte konference angående foranstaltninger til forbedringer i arbejderklassens kår og afgav til denne en værdifuld Rapport sur l’état actuel des classes ouvrières en Danemark, en Norvège et en Suède sous le point de vue intellectuel, moral et économique (1867; også samme år på svensk). Göteborgs Vetenskaps- och Vitterhetssamhälle, hvis sekretær han var 1854-62, har i sine "Handlingar" offentliggjort en del videnskabelige afhandlinger fra hans hånd.